# Google TV
O Google TV (ainda conhecido também como Google Play Filmes & TV ou Google Play Filmes em algumas regiões) é um serviço de vídeo on demand online operado pelo Google. Filmes e programas de televisão podem ser visualizados no site do Google Play ou através do aplicativo Google TV, que está disponível para Android, iOS, e dispositivos Roku. Alguns títulos só estão disponíveis para aluguel ou compra, enquanto outros estão disponíveis através de ambas as formas. Como alternativa, os usuários podem fazer download de filmes e programas de TV para visualização offline e ver mais tarde usando o aplicativo para dispositivos móveis ou aparelhos de TV. Várias opções existem para visualizar conteúdo em uma televisão, incluindo o novo Chromecast com Google TV.
Sugestões para compra são fornecidos com base em compras anteriores. Filmes e séries de televisão estão disponíveis no máximo em resolução 4K. A qualidade do streaming é baseada nas velocidades de conexão com a internet. Quando disponível, o conteúdo é fornecido com o som Dolby 5.1 surround, com legendas em inglês também disponíveis.
Em setembro de 2020, o Google Play Filmes foi renomeado para Google TV em dispositivos Android após ser mostrado no novo Chromecast como Google TV, sendo a mudança de nome no iOS e em outros dispositivos também prevista. O serviço irá substituir integralmente o Android TV até o final de 2022, iniciando com as futuras smart TVs da Sony. Na interface são exibidos serviços de vídeo e streaming como o Youtube e Netflix em uma única tela da página inicial.

## Acesso
Os downloads são limitados a cinco dispositivos. O Google adicionou uma opção de vídeo com resolução 4K Ultra HD para títulos selecionados em dezembro de 2016. Os usuários podem pré-selecionar o conteúdo selecionado para que ele seja entregue automaticamente no momento do lançamento. O conteúdo alugado tem um tempo de expiração, listado na página de detalhes do conteúdo.

## Formatos
- Definição padrão (EDTV - 480p)[11]
- Alta Definição (720p - 1080p)[12]

## Compatibilidade
O conteúdo do Google TV está disponível nos seguintes dispositivos:
- Chromecast[14]
- Google TV
- Android TV
- Android
- iOS

## Disponibilidade

Países em que o Google TV está disponível

O Google TV está disponível em 102 países. Os programas de TV estão disponíveis apenas na Austrália, Áustria, Canadá, França, Alemanha, Japão, Estados Unidos e no Reino Unido.

### Alugueis
Para alugar série de televisão e filmes, o Google TV oferece um período de 30 dias de acesso. Uma vez que um usuário iniciou assistindo a um vídeo, a janela para concluir assistindo é limitada a 48 horas.